# Doniecka Rada Obwodowa

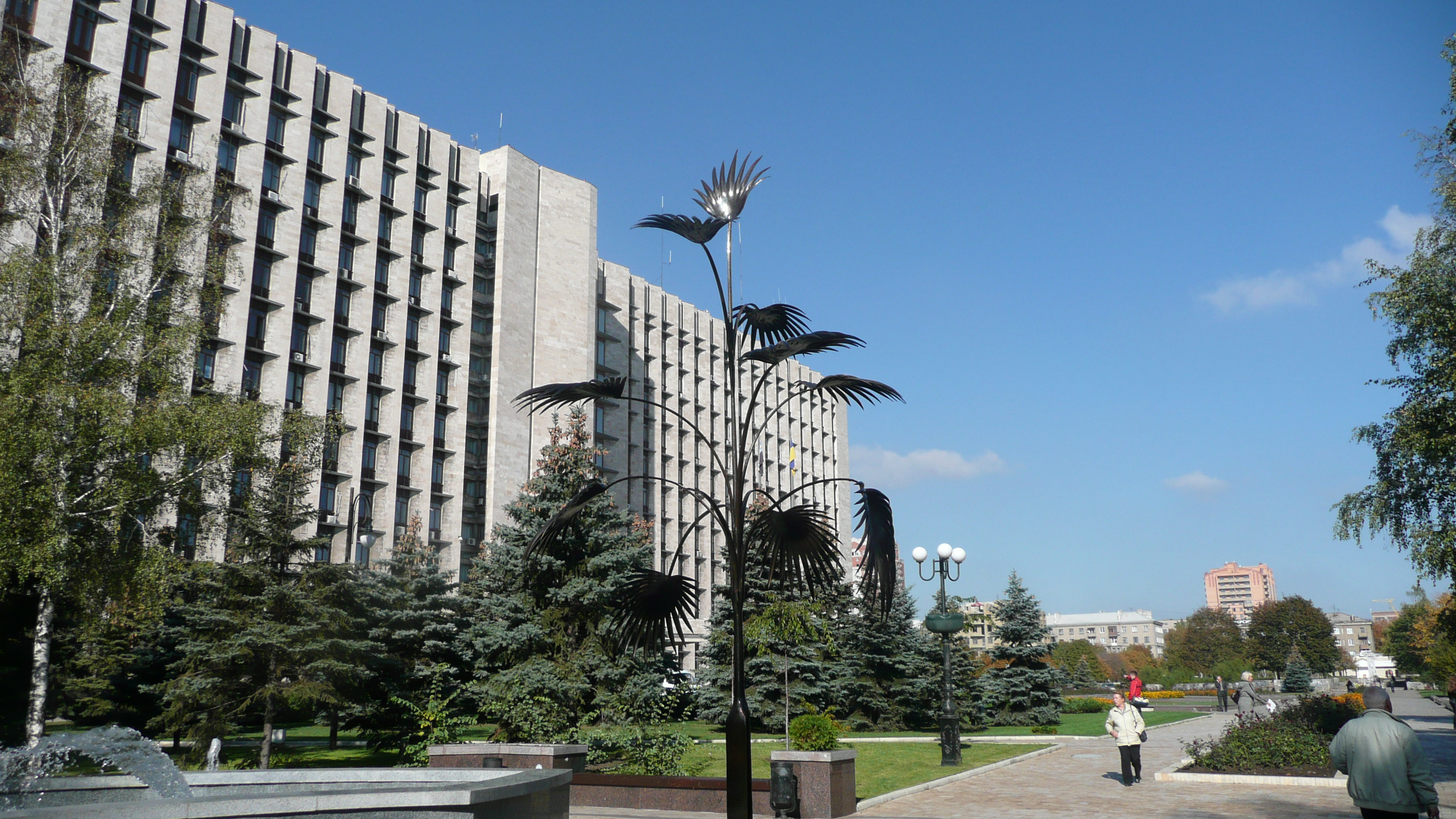
Budynek rady obwodowej

Doniecka Rada Obwodowa (ukr. Донецька обласна рада) – organ obwodowego samorządu terytorialnego w obwodzie donieckim Ukrainy, reprezentujący interesy mniejszych samorządów – rad rejonowych, miejskich, osiedlowych i wiejskich, w ramach konstytucji Ukrainy oraz udzielonych przez rady upoważnień. Siedziba Rady znajduje się w Doniecku.
Od 2014 roku rada de facto nie istnieje z powodu funkcjonowania na terenie miasta i części obwodu tzw. Donieckiej Republiki Ludowej.

## Przewodniczący Rady
- Jurij Smirnow (od 20 grudnia 1990 do kwietnia 1992)
- Ołeksij Petrenko (od kwietnia do 2 sierpnia 1992)
- Wadym Czuprun (od 12 listopada 1992 do lipca 1994)
- Wołodymyr Szczerbań (od 10 lipca 1994 do 4 października 1996)
- Iwan Ponomariow (od 4 października 1996 do 14 maja 1999)
- Wiktor Janukowycz (od 14 maja 1999 do 14 maja 2001)
- Borys Kołesnikow (od maja 2001 do kwietnia 2005)
- Anatolij Błyzniuk (p.o., od maja do 4 sierpnia 2005)
- Borys Kołesnikow (od 4 sierpnia 2005 do 25 kwietnia 2006
- Anatolij Błyzniuk (od 26 kwietnia 2006 do 15 kwietnia 2010)
- Andrij Szyszaćki (od 15 kwietnia 2010 do lipca 2011)
- Andrij Fedoruk (od marca 2011 do 3 marca 2014)
- Andrij Szyszaćki (od 3 marca do 9 kwietnia 2014)
- Serhij Taruta (2014)